# پورت نوریس (نیوجرسی)
پورت نوریس (به انگلیسی: Port Norris) یک منطقهٔ مسکونی در ایالات متحده آمریکا است که در شهرستان کامبرلند، نیوجرسی واقع شده‌است. پورت نوریس ۱۷٫۶۸۵ کیلومتر مربع مساحت و ۱٬۳۷۷ نفر جمعیت دارد و ۳ متر بالاتر از سطح دریا واقع شده‌است.